# 三重県道606号鼎田辺線
三重県道606号鼎田辺線（みえけんどう606ごう かなえたなべせん）は、三重県いなべ市を通る一般県道である。

## 概要
いなべ市藤原町鼎からいなべ市北勢町田辺に至る。

### 路線データ
- 起点：いなべ市藤原町鼎（岐阜県道・三重県道107号時下野尻線交点）
- 終点：いなべ市北勢町田辺（三重県道25号南濃北勢線交点）
- 総延長：5,803 m

## 路線状況

### 通過するバス路線
いなべ市北勢町川原（三重県道157号川原北勢インター線交点）から終点までの区間を以下の路線バスが通過する。
- いなべ市福祉バス十社線（コミュニティバス）：2007年（平成19年）5月31日に撤退した三重交通バス十社線の廃止代替バス。引き続き三重交通桑名営業所がいなべ市の委託を受けて運行する。

## 地理

### 通過する自治体
- 三重県
  - いなべ市

### 交差する道路
| 交差する道路                      | 交差する場所 | 交差する場所 |
| --------------------------------- | ------------ | ------------ |
| 岐阜県道・三重県道107号時下野尻線 | 藤原町鼎     | 起点         |
| 三重県道157号川原北勢インター線   | 北勢町川原   |              |
| 三重県道25号南濃北勢線            | 北勢町田辺   | 終点         |

### 沿線
- 中里ダム
- 安顕寺
- いなべ市農業公園 - 園内には38 haの梅林が広がる[1]。
- 川村農村公園
- 臨済宗妙心寺派東林寺 - 行基が開いたと伝えられる古刹。本堂は三重県指定重要文化財で、22 mの白滝が境内を流れる[2]。
- 旧北勢町立十社小学校川原分校
- 多奈閇（たなべ）神社